# Jednofazowy podatek obrotowy
Jednofazowy podatek obrotowy – podatek obejmujący swym zakresem opodatkowanie obrotu towarowego, zwykle na ostatnim szczeblu tego towaru.
Podatek obrotowy dotyczy tylko jednej fazy procesu gospodarczego producenta lub handlowca. U podstaw tej koncepcji leży przekonanie, że wszelkie towary będące przedmiotem konsumpcji zostały „wyprodukowane”. Pobranie podatku w momencie wyprodukowania oznacza, że jest on włączony w cenę i że zostanie zapłacony w chwili, w której konsument dokona wydatku, nabywając towar.